# Xerraire gros
El xerraire gros (Ianthocincla maxima) és un ocell de la família dels leiotríquids (Leiothrichidae).

## Hàbitat i distribució
Habita boscos als Himàlaies, a l'oest i nord de la Xina des del sud de Kansu cap al sud fins sud-est del Tibet, oest de Szechwan i nord-oest de Yunnan.